# 魁北克20號高速公路
魁北克20号高速公路（法語：Autoroute 20，簡稱為A-20）是一条在圣劳伦斯河南岸横穿加拿大魁北克省的一條高速公路（魁北克40号高速公路在圣劳伦斯河北岸横穿魁北克省）。魁北克20号高速公路全长546公里，目前正在延伸中，当延伸完毕后将达到641公里，是魁北克省最长的高速公路。魁北克交通局把魁北克20号高速公路命名为让-勒萨高速公路（法语：autoroute Jean-Lesage）。魁北克20号高速公路起点位于魁北克省和安大略省的交界处的安大略401号高速公路，穿越滿地可及魁北克省中部地區，橫過魁北克城之後沿着聖勞倫斯河南岸並於左利山鎮（Mont-Joli）結束。
此高速公路連同安大略401號省道組成加拿大最多人居住的走廊－魁北克市-溫莎走廊。